# لواپرسدورف کیتسلادن
لواپرسدورف کیتسلادن (به آلمانی: Loipersdorf-Kitzladen) یک منطقهٔ مسکونی در اتریش است که در ناحیه اوبروارت واقع شده‌است. لواپرسدورف کیتسلادن ۱٬۲۴۷ نفر جمعیت دارد.